# Jadamowo
Jadamowo  (Duits: Adamsheide) is een dorp in de Poolse woiwodschap Ermland-Mazurië. De plaats maakt deel uit van de gemeente Olsztynek.

## Geschiedenis
Het dorp werd opgericht in 1856 als een boerderij die behoren tot een landgoed bij Witramowo, in bezit van von Finck Finckenstein. In 1871 waren er vijf huizen met 86 bewoners. Op dat moment werd een landhuis gebouwd en gesticht met rondom een park. In 1910 bestond het dorp uit 550 hectare grond. Er stonden 8 huizen en er woonden 126 mensen. Tot aan 1945 was de eigenaar van de woning een zekere Wannow. Na 1945 werd het landgoed opgenomen in de staatsboerderij (PGR) Waplewo. In 1996 werden de gebouwen op het landgoed particulier bezit. In 1997 woonden in Jadamowo 73 mensen, in 2005 nog slechts 34.

## Sport en recreatie
- Door deze plaats loopt de Europese wandelroute E11. De E11 loopt van Den Haag naar het oosten, op dit moment de grens Polen/Litouwen. Ter plaatse komt de route van het westen van Grunwald via Ulnowo, en vervolgt naar het noordoosten richting Waplewo.